# Abubaker Kaki Khamis
Abubaker Kaki Khamis (født 21. juni 1989) er en sudanesisk løber, der har specialiseret sig i 800 meter. Han er to gange verdensmester inden for distancen og vandt også guld ved All-Africa Games i 2007. Han repræsenterede Sudan ved Sommer-OL 2008 og 2012. Han er en del af  Messiria-stammen.